# Castellanos de Moriscos
Castellanos de Moriscos és un municipi de la província de Salamanca a la comunitat autònoma de Castella i Lleó. Limita al Nord amb La Vellés i Pedrosillo el Ralo, a l'Est amb Gomecello, al Sud amb Moriscos, Cabrerizos i Villares de la Reina i a l'Oest amb San Cristóbal de la Cuesta.

## Demografia
| 1991 | 1996 | 2001 | 2004 |
| ---- | ---- | ---- | ---- |
| 373  | 377  | 437  | 427  |